# Позив (кривично процесно право)
Позив представља прву и рутинску меру којом се обезбеђује присуство окривљеног у кривичном поступку. Окривљеном који се налази у притвору не доставља се позив већ се он доводи на суђење. Правила о позивању регулисана су у праву Србије Закоником о кривичном поступку.
Позив је увек у писменој форми и затворен. Садржи следеће елементе:
- идентификационе податке позиваоца - назив суда који позива
- основне идентификационе податке лица које се позива - име и презиме
- правну квалификацију кривичног дела које је предмет поступка
- означавање локалитета где се одржава поступак
- означавање времена извођења радње којој се захтева присуство
- означавање процесног статуса лица које се позива - статус окривљеног
- навођење могућности за примену теже мере - принудно довођење у случају недоласка
- официјелну ауторизацију позива - службени печат суда и име и презиме судије који позива

Посебан упозоравајући елемент садржи позив који се први пут упућује окривљеном и у њему се он поучава о праву да узме браниоца који може присуствовати његовом саслушању. 
Уколико окривљени није у стању да се одазове услед болести или друге неотклоњиве сметње саслушаће се у месту где се налази или ће се обезбедити његов превоз до места предузимања радње.